# Військова школа імені Євгена Коновальця

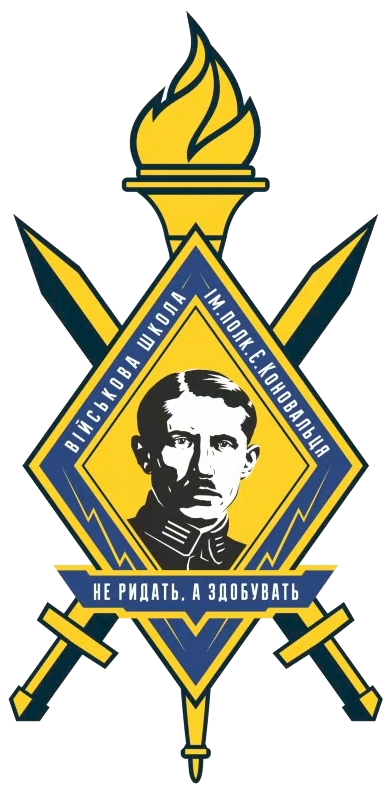
Емблема школи

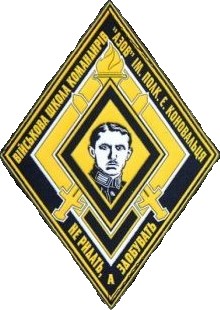
Нарукавний знак школи

Військова школа імені полковника Євгена Коновальця — спеціалізована школа з підготовки сержантського та старшинського складу яка функціонує в рамках спеціального загону НГУ «Азов».

## Історія
Більшість добровольців російсько-української війни напередодні відправлення на Схід України проходили лише «курс молодого бійця», тож на меті освітнього закладу — отримання якісної військової освіти для реформування армії. Навчання проводиться офіцерами грузинської армії за стандартами НАТО з посиленою фізичною і психологічною підготовкою. Всі інструкторів мають великий військовий досвід та фахову освіту, більшість здобули офіцерську освіту в США за програмою «зелених беретів». Розробляючи систему навчання, залучали грузинський, американський та естонський досвід. За словами інструкторів Військової школи, безпосередньо для навчання сержантів силами українських волонтерів була перекладена навчальна література та методичні посібники передових армій світу. Підготовка проводиться за стандартами НАТО з посиленою фізичною і психологічною підготовкою. Також залучений грузинський, американський та естонський досвід. Курсанти отримують підготовку з тактики, топографії, психологічної підготовки та роботи зі ЗМІ
Частина тренування проходить на тренувально-мобілізаційній базі «АТЕК», а частина — на базах полку «Азов» на Сході України. Підготовка складається з двох частин: навчання інструкторів та навчання командирів підрозділів.
Засновником і командиром військової школи є Гіоргі Купарашвілі — колишній командир грузинського спецназу, учасник кількох війн новітнього часу. Грузинський військовий доброволець приїхав до України на початку російсько-української війни, і відтоді допомагає українцям, ділячись бойовим досвідом та вміннями.
|                                                                         | Сержант – це хребет усієї армії. На них тримається все: виконання, робота з особовим складом, планування, підготовка спеціалістів тощо. |
| — командир Військової школи імені Євгена Коновальця, Гіоргі Купарашвілі | |

Гербом Військової школи є портрет легендарного полковника Євгена Коновальця з двома схрещеними мечами, смолоскипом та написом — «Не ридать, а здобувать». Це цитата зі знаменитого вірша українського поета Івана Франка «Вічний революціонер», продовження якого є доволі промовистим:
«Не ридать, а добувать,
Хоч синам, як не собі,
Кращу долю в боротьбі».
Відкриття сержантської школи відбулося 17 квітня на тренувально-мобілізаційній базі полку «Азов», що знаходиться на території колишнього заводу «АТЕК». На відкритті був присутнім перший командир полку «Азов» Андрій Білецький.
|                                                              | Ви будете тут ростити свою силу, власну силу. Ми тут для того, щоб у ці часи зневіри, зневаги до власної країни, щоб виростити цю силу, яка дасть нам майбутнє. Я хочу закінчити словами славетного полковника: «У вогні перетоплюється залізо у сталь, у війні перетворюється народ у націю». Війна вже давно перетопила вас із заліза на сталь. А тепер я хочу, щоби ви викували з цієї сталі – меч. |
| — з промови Андрія Білецького на відкритті Військової школи. | |

У першому наборі Військової школи взяли участь 50 бійців полку «Азов». Після чотирьох місяці навчання 25 випускників отримали сертифікати сержантів, які були їм вручені 29 вересня 2016 року на плацу музею «Київська фортеця»
На початку липня видання «Українська правда» анонсувала створення спільного з прес-службою полку «Азов» щотижневого відеоблогу — «Щоденник українського сержанта». Перший випуск опублікували 3-го липня, другий — 11 липня, третій — 19 липня, четвертий — 9 серпня.
23 травня перед будівлею музею «Київська фортеця» відбувся урочистий випуск другого курсу сержантів Військової школи командирів «АЗОВ». Випускниками школи стали 28 азовців, які сумлінно навчалися протягом трьох місяців, та тепер, гартовані випробуваннями цієї інституції, носитимуть горде звання «сержант». П'ятьох сержантів віднині переведено на посаду інструктора Військової школи командирів «АЗОВ» імені полковника Євгена Коновальця.
Урочиста церемонія, яка пройшла на день смерті Євгена Коновальця — патрона школи, який відзначають 23 травня як День Героїв, розпочалася з Гімну України та підняття прапорів полку АЗОВ та Військової школи. Перед усіма присутніми зачитали часопис життєвого шляху патрона, далі на вшануванні пам'яті Вождя українських націоналістів та всіх борців за волю України було оголошено хвилину мовчання.